# Kasteelcross Zonnebeke

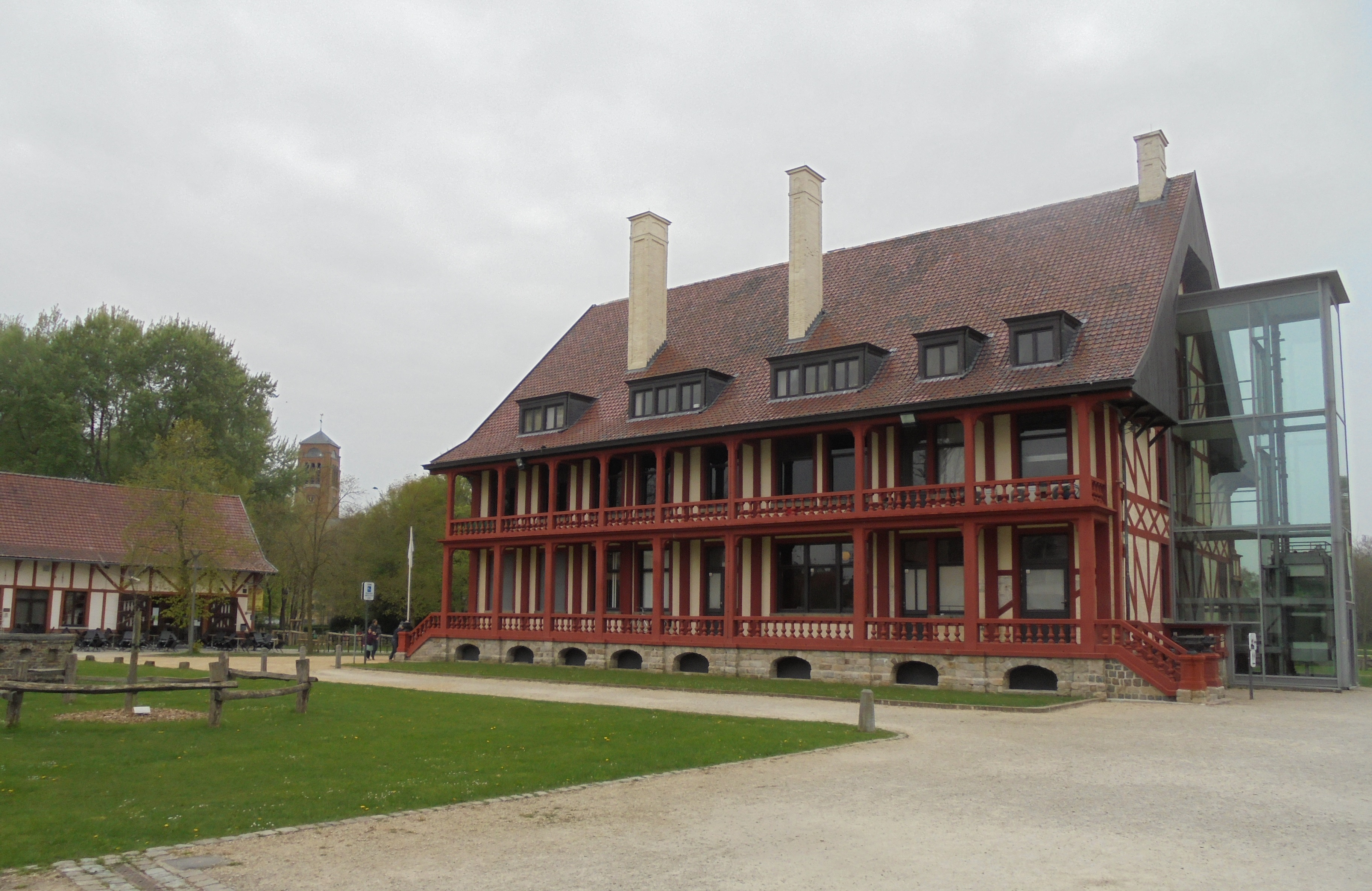
Der Kasteelcross wird rund um das „Schloss“ von Zonnebeke ausgetragen.

Das Kasteelcross Zonnebeke ist ein belgisches Cyclocrossrennen. Der Wettbewerb wird seit 1987 in Zonnebeke ausgetragen.

## Geschichte
Der Kasteelcross wird seit 1987 durch den Zonnebeker Radsportverein Eendracht Maakt Macht organisiert. Wie sein Name andeutet, findet er im so genannten Schlosspark statt, bei dem es sich freilich um das Gelände der früheren Augustinerabtei handelt; das „Schloss“ ist ein Neubau am Platz der im Ersten Weltkrieg zerstörten Abtswohnung.
2020 und 2021 wurde das Rennen abgesagt, da eine Durchführung unter den durch die Corona-Pandemie hervorgerufenen Einschränkungen finanziell nicht möglich war.
Der Termin des Rennens lag anfänglich im November oder Dezember, seit der Saison 2002/2003 findet der Kasteelcross in der zweiten Januarhälfte statt, kurz vor den Weltmeisterschaften. Das Rennen war lange Zeit ein losse cross, also ein unabhängiges Rennen. Zur Saison 2022/2023 schloss es sich dem Exact Cross an. 2023 und 2024 lag der Termin jeweils am Tag vor dem Weltcup im spanischen Benidorm, so dass ein für belgische Verhältnisse ausgesprochenes schwaches Teilnehmerfeld an den Start kam.

## Siegerliste

### Männer
- 1987:  Johan Ghyllebert
- 1988:  Johan Ghyllebert
- 1989:  Guy Vandijck
- 1990:  Ludo De Rey
- 1991:  Peter Willemsens
- 1992:  Paul Herijgers
- 1993:  Paul Herijgers
- 1994:  Paul Herijgers
- 1995:  Paul Herijgers
- 1996:  Paul Herijgers
- 1997:  Marc Janssens
- 1998:  Mario De Clercq
- 1999:  Sven Nys
- 2000:  Richard Groenendaal
- 2001 (Dez):  Mario De Clercq
- 2003 (Jan):  Sven Vanthourenhout
- 2004:  Tom Vannoppen
- 2005:  Sven Vanthourenhout
- 2006:  Sven Vanthourenhout
- 2007:  Sven Vanthourenhout
- 2008:  Bart Wellens
- 2009:  Jan Denuwelaere
- 2010:  Sven Nys
- 2011:  Rob Peeters
- 2012:  Rob Peeters
- 2013:  Tom Meeusen
- 2014:  Sven Nys
- 2015:  Wout van Aert
- 2016:  Mathieu van der Poel
- 2017:  Wietse Bosmans
- 2018:  Wietse Bosmans
- 2019:  Kevin Pauwels
- 2020:  Mathieu van der Poel
- 2021: nicht ausgetragen
- 2022: nicht ausgetragen
- 2023:  Tim Merlier
- 2024:  Michael Vanthourenhout

### Frauen
- 2016:  Jolien Verschueren
- 2017:  Thalita de Jong
- 2018:  Thalita de Jong
- 2019:  Loes Sels
- 2020:  Christine Majerus
- 2021: nicht ausgetragen
- 2022: nicht ausgetragen
- 2023:  Denise Betsema
- 2024:  Marion Norbert-Riberolle